# Франкфуртские рёбрышки

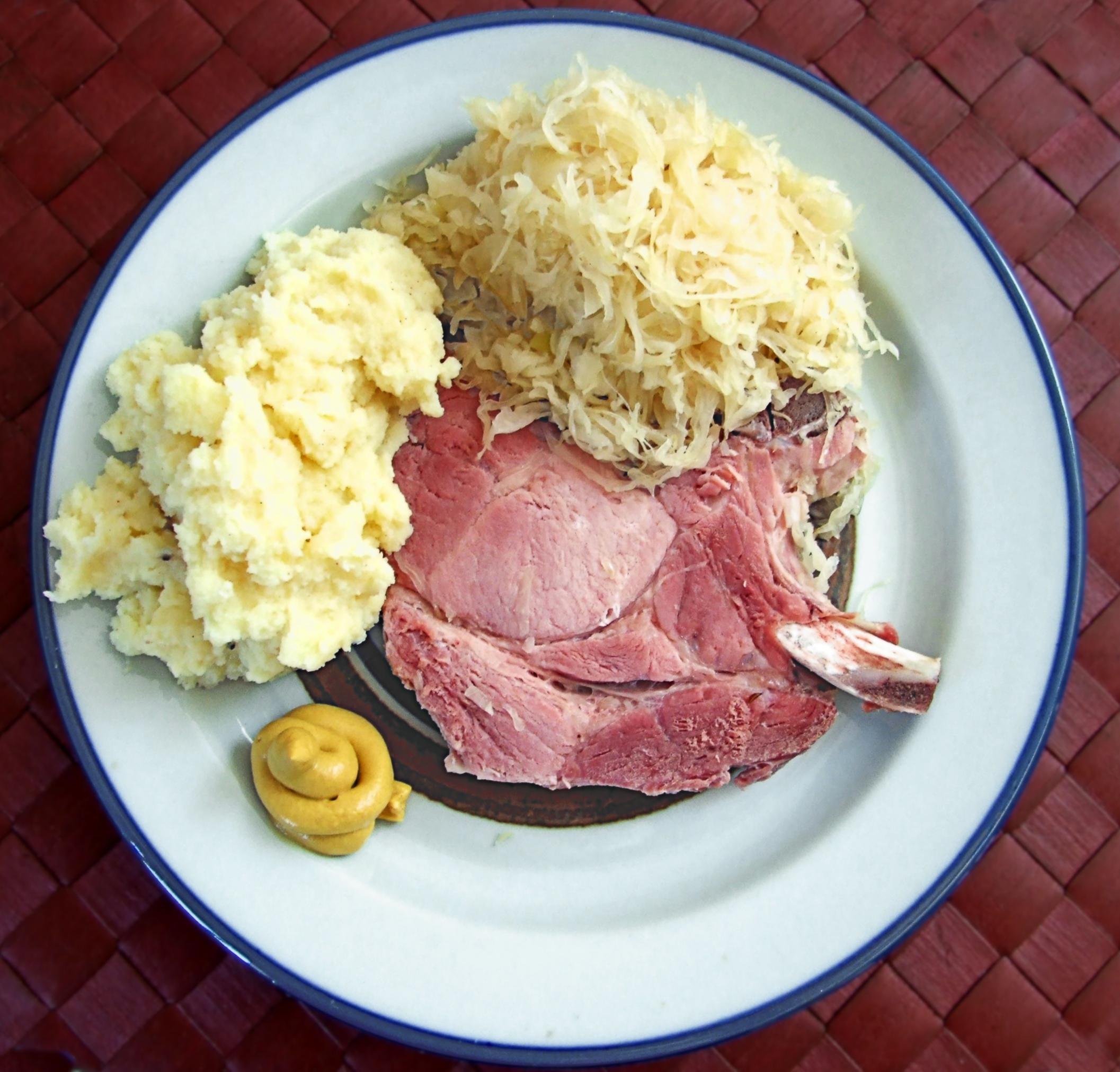
Франкфуртские рёбрышки с квашеной капустой, картофельным пюре и горчицей

Франкфуртские рёбрышки (нем. Frankfurter Rippchen) — традиционное мясное блюдо гессенской кухни, популярное также и в других региональных кухня̀х Германии.
Франкфуртские рёбрышки представляют собой выдержанную в нитритной соли свиную корейку на кости, отваренную в воде или яблочном вине. В отличие от касселера, франкфуртские рёбрышки после посола не подвергаются копчению. В горячем виде франкфуртские рёбрышки сервируют с картофельным пюре, квашеной капустой и иногда тушённым в вине яблоком, а в холодном — с хлебом, горчицей и хреном или с картофельным салатом. К франкфуртским рёбрышкам подходит пиво и яблочное вино.
Прежде свиные рёбрышки считались бедняцкой едой, и главным для гессенской бедноты было, чтобы на костях было побольше мяса. По легенде, отварные франкфуртские рёбрышки помогали горожанам избавиться от привлечённых запахом готовящегося мяса сборщиков податей, взору которых в бедняцком доме открывались лишь белеющие кости на столе, и лишь после их ухода хозяева доставали из кастрюли мясо, чтобы наконец поесть.